# Vizcondado de Peñaparda de Flores
El Vizcondado de Peñaparda de Flores es un título nobiliario español creado el 26 de septiembre de 1638 por el rey Felipe IV a favor de Pedro Alfonso de Flores Gutiérrez y Montenegro,caballero de Santiago, señor de las Cuatro Villas, corregidor de Córdoba, de Salamanca y de Cuenca. hijo de Juan Gutiérrez Flores, Alguacil mayor del Santo Oficio en Lima (Perú) y Lucía de Montenegro, nieta del capitán Hernando de Montegnegro, conquistador del Perú.

## Vizcondes de Peñaparda de Flores
|                        | Titular                                       | Periodo                |
| Creación por Felipe IV | Creación por Felipe IV                        | Creación por Felipe IV |
| ---------------------- | --------------------------------------------- | ---------------------- |
| I                      | Pedro Alfonso de Flores y Montenegro          | 1638-1662              |
| II                     | Lucía Josefa Flores Montenegro y Ribadavia    | 1662-1683              |
| III                    | Pedro José de Ovando y Flores                 | ¿?                     |
| IV                     | Francisco Diego de Ovando y Solís             | 1701-1759              |
| V                      | María Cayetana Vicenta de Ovando y Calderón   |                        |
| VI                     | Joaquina María de Medina y Obando             | ? -1787                |
| VII                    | Francisco de Paula Carantoña y Medina         | 1787-1806              |
| VIII                   | José María Carantoña y Medina                 | 1806-1818              |
| IX                     | Fernando Carantoña e Iriberri                 | 1818-1867              |
| X                      | Fernando Carantoña y Ubach                    | 1867-1876              |
| XI                     | Alfonso Pardo-Manuel de Villena               | 1920-1922              |
| XII                    | María Isabel Pardo-Manuel de Villena y Egaña. | 1922-1955              |
| XIII                   | Beatriz Muñoz de San Pedro y Flores de Lizaur | 1966-1967              |
| XIV                    | José Miguel Rueda y Muñoz de San Pedro        | 1967-actual titular    |

## Historia de los vizcondes de Peñaparda de Flores
- Pedro Alfonso de Flores y Montenegro (n. en Lima hacia 1587, f. 4 de agosto de 1664), I Vizconde de Peñaparda de Flores. Hijo del Capitán Juan Gutiérrez Flores (nacido en Brozas) y de Lucía de Montenegro.

1. Casó con Leonor de Ribera, hija de Pedro Rol de Ovando, 5ª señor de la Arguijuela de Abajo, y de su segunda mujer, Catalina de Ribera.

Le sucedió su hija:
- Lucía Josefa Flores Montenegro y Ribera, II Vizcondesa de Peñaparda de Flores.

1. Casó con Pedro José de Ovando y Cárdenas (1601-1645).

Le sucedió su hijo:
- Pedro José de Ovando y Flores (1642-1705), III Vizconde de Peñaparda de Flores.

1. Casó con su prima segunda Isabel María de Solís y Vargas (1650-1720).

Le sucedió su hijo:
- Francisco Diego de Ovando y Solís (1681-1762), IV Vizconde de Peñaparda de Flores.

1. Casó con Agustina de Ovando Galarza en 1703.

Poseyó el título de 1701 a 1759 en que se lo cedió a su sobrina nieta:
- María Cayetana Vicenta de Ovando y Calderón (1736-1802), V Vizcondesa de Peñaparda de Flores.

1. Casó con Vicente Francisco de Ovando Rol en 1753, IV Marqués de Camarena y I Marqués de Camarena la Real.

Por pleito familiar tuvo que entregar el título a su prima hermana:
- Joaquina María de Medina y Obando (f. en 1787), VI Vizcondesa de Peñaparda de Flores

1. Casó con Fernando María Carantoña y Pazos. Le sucedió su hijo:

- Francisco de Paula Carantoña Medina y Obando (f. en Brozas el 1 de agosto de mayo de 1806), VII Vizconde de Peñaparda de Flores

1. Casó con María del Carmen Bravo Ulloa y Calderón en Brozas (Cáceres) el 22 de junio de 1779. Le sucedió su hermano:

- José María Carantoña y Medina, VIII Vizconde de Peñaparda de Flores. Fallecido el 14 de junio de 1818.

1. Casó con Venancia Iriberri y Oliver.

Le sucedió su hijo: 
- Fernando Carantoña e Iriberri, IX Vizconde de Peñaparda de Flores  y I conde de Medina de Contreras. Nacido en La Coruña en 1817 y fallecido en enero de 1867.

1. Casó con María de Loreto Ubach y Abellá el 24 de mayo de 1837.

Le sucedió su hijo:
- Fernando Carantoña y Ubach (1838-1876), X Vizconde de Peñaparda de Flores y II conde de Medina de Contreras.

1. Casó con Virginia García Ruiz el 26 de octubre de 1864.

El hijo de ambos, Fernando Carantoña García, funcionario del Estado y nacido en Arganda del Rey (Madrid), solicitó la rehabilitación de los dos títulos de su padre en 1915 y en 1920 sin éxito. En 1909, por resolución del Ministerio de Gracia y Justicia, había quedado suprimido el título.  
En 1920 se rehabilita el título para:
- Alfonso Pardo y Manuel de Villena (1876-1955), XI Vizconde de Peñaparda de Flores.

Le sucedió en 1922 su hija por distribución de títulos:
- María Isabel Pardo-Manuel de Villena y Egaña (1900-1956), XII Vizcondesa de Peñaparda de Flores.

En 1966 le sucedió tras litigar con los hermanos de la anterior vizcondesa:
- Beatriz Muñoz de San Pedro y Flores de Lizaur (n. en 1926), XIII Vizcondesa de Peñaparda de Flores, III condesa de San Miguel, II baronesa de Campo de Águilas, marquesa de Cerverana, VI marquesa de los Altares, XI condesa de Canilleros.

1. Casó con Arsenio Rueda y Sánchez-Malo.

Le sucedió, en 1967, su hijo:
- José Miguel Rueda y Muñoz de San Pedro, XIV Vizconde de Peñaparda de Flores, XII Conde de Canilleros (desde 2006).

## Nota
-Antonio Rueda y Muñoz de San Pedro, hijo de Beatriz Muñoz es el actual VII Marqués de los Altares (desde 2002)